# Global Electric Motorcars

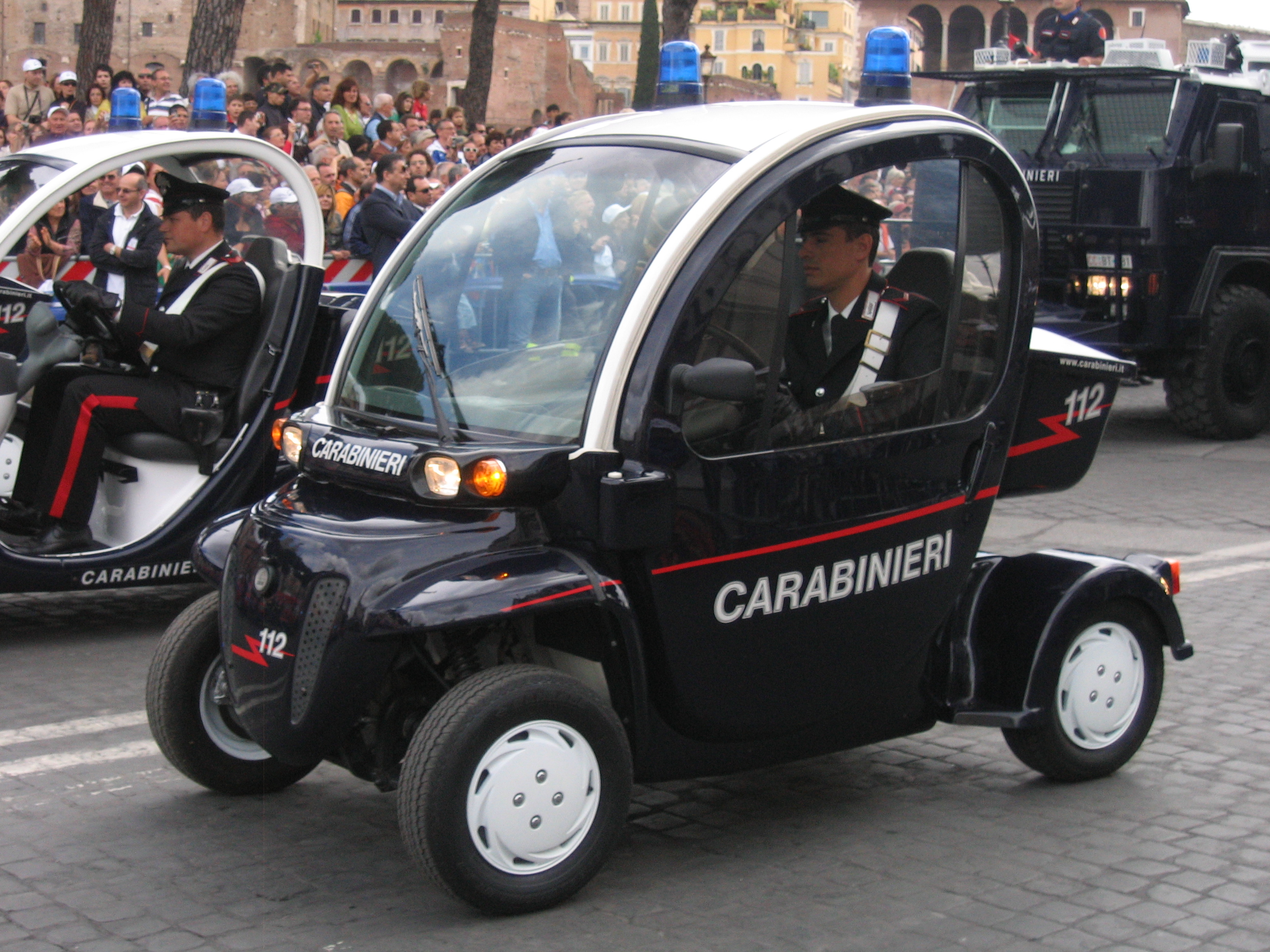
GEM e2 der italienischen Carabinieri

Global Electric Motorcars (GEM) ist ein Hersteller von Automobilen mit Elektroantrieb in den Vereinigten Staaten. Die 1992 gegründete Firma war von 2000 bis 2011 eine Tochtergesellschaft der Chrysler Group. Seit 2011 ist GEM eine Tochtergesellschaft von Polaris Industries. GEM hat seinen Sitz in Fargo, North Dakota. Im Januar 2022 wurden Global Electric Motorcars und Taylor-Dunn Manufacturing in eine neu gebildete unabhängige Gesellschaft namens Waev Inc. ausgegliedert.
Die GEM-Elektroautos erfüllen die strengen kalifornischen Abgasnormen und werden beispielsweise in Ferienorten, Parkanlagen, Industriebetrieben, Militärbasen und im Stadtverkehr eingesetzt.

## Technik
Die Fahrzeuge, die mit einem 72-Volt-Akkumulator betrieben werden, erreichen eine Geschwindigkeit von 25 mph (ca. 40 km/h). Die Reichweite einer Akkuladung liegt bei 30 Meilen (ca. 48 km). Die Akkumulatoren (sechs Blei-Säure- oder Blei-Gel-Akkumulatoren zu je 12 V) können an einer USA-üblichen 110-V-Netzsteckdose aufgeladen werden.

## Modelle
Personenwagen

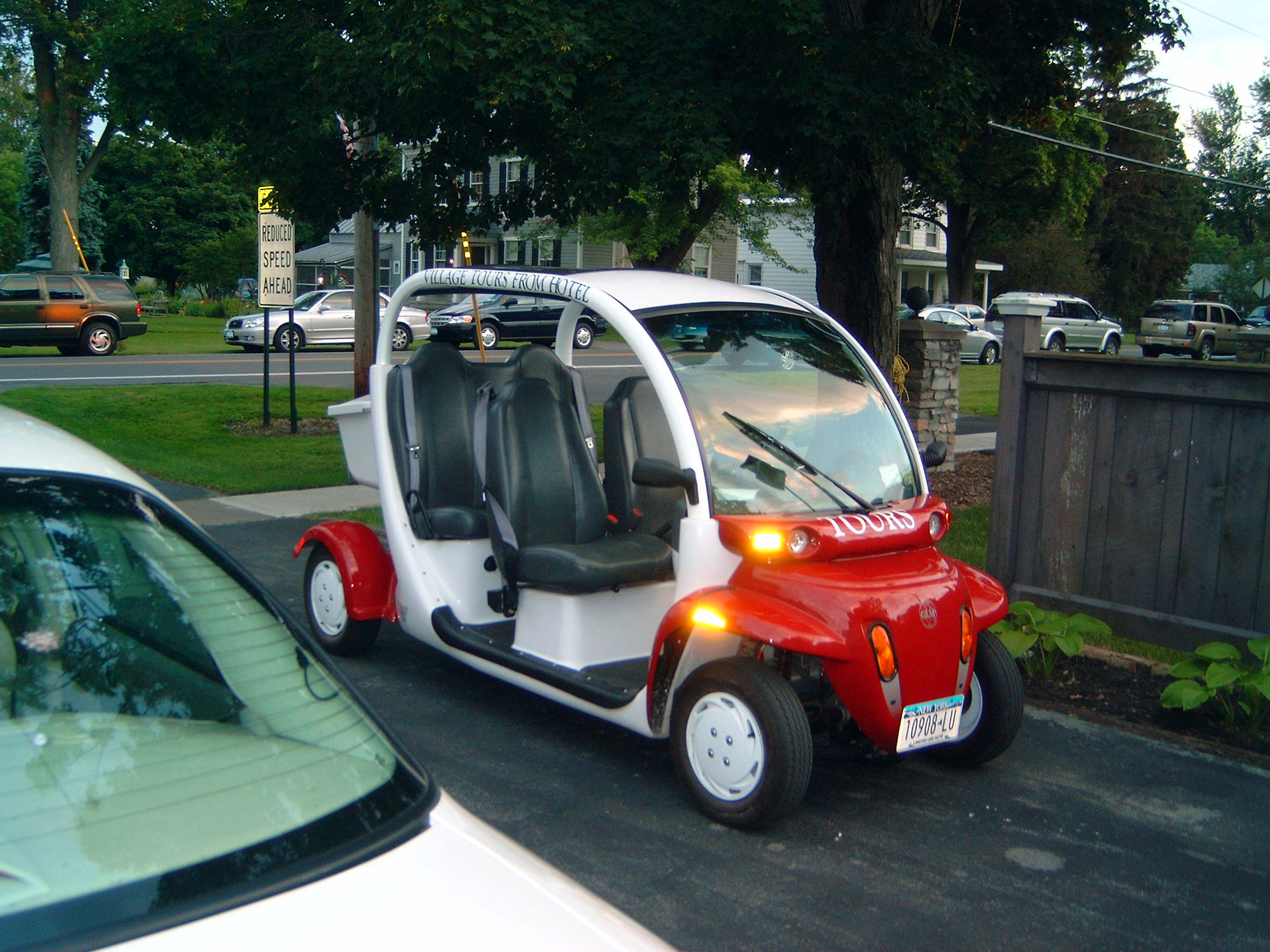
GEM e4 als Ausflugstaxi

- GEM e2 NEV – Zweisitziges Fahrzeug
- GEM e4 NEV – Viersitzer auf der Basis des e2
- GEM e6 NEV – Sechssitzer
- GEM Peapod – Moderner Viersitzer

Nutzfahrzeuge
- GEM eS NEV
- GEM eL NEV
- GEM eL XD NEV